# Cadillac (Żyronda)
Cadillac – miejscowość i gmina we Francji, w regionie Nowa Akwitania, w departamencie Żyronda.
Według danych na rok 1990 gminę zamieszkiwały 2582 osoby, a gęstość zaludnienia wynosiła 475 osób/km² (wśród 2290 gmin Akwitanii Cadillac plasuje się na 170. miejscu pod względem liczby ludności, natomiast pod względem powierzchni na miejscu 1399.).

## Współpraca
- Canet de Mar, Hiszpania